# Chrenovec-Brusno
Chrenovec-Brusno (em húngaro: Tormásborosznó) é um município da Eslováquia, situado no distrito de Prievidza, na região de Trenčín. Tem 12,32 km² de área e sua população em 2018 foi estimada em 1.394 habitantes.

## Demografia
| Ano:        | 1994 | 2004   | 2014   | 2024   |
| ----------- | ---- | ------ | ------ | ------ |
| Broj ljudi: | 1279 | 1335   | 1366   | 1413   |
| Razlika:    |      | +4,37% | +2,32% | +3,44% |

| Ano:               | 2023 | 2024   |
| ------------------ | ---- | ------ |
| Número de pessoas: | 1418 | 1413   |
| Diferença:         |      | -0,35% |